# Luiz Rachid Trabulsi
Luiz Rachid Trabulsi (Vargem Grande, Maranhão, 18 de agosto de 1927 — São Paulo 5 de junho de 2005)) foi um professor e pesquisador brasileiro, membro titular da Academia Brasileira de Ciências e recebedor da Grã-Cruz da Ordem Nacional do Mérito Científico. Desenvolveu suas pesquisas nas áreas de microbiologia e imunologia e foi professor da Escola Paulista de Medicina . Trabalhou principalmente com a biologia da bactéria Escherichia coli.

## Formação

### Graduação
- Medicina - Faculdade de Medicina da Universidade da Bahia - 1953 [4]

### Pós-graduação
- Estágio em Gastroenterologia no Hospital das Clínicas da USP - 1954-1955
- Especialização e estágios em serviços de Imunologia na Kranken-Hans Sud,[7] Alemanha - 1956-1958
- Pós-doutorado no Centers for Disease Control (CDC), 1962[7]
- Doutor em Microbiologia na USP - 1970 [4]

## Atividade profissional
- Professor do Departamento de Microbiologia e ImunOlogia da USP [4]
- Professor Titular e Chefe do Departamento de Microbiologia e Parasitologia da EPM.
- Consultor temporário da Organização Mundial da Saúde[4]
- Diretor do Instituto Adolfo Lutz[4]

## Livros publicados
- Bactérias de interesse médico[8]
- Microbiologia - Co-autoria com Flávio Alterthun [9][10]

## Reconhecimento
O reconhecimento como microbiologista levou a comunidade científica a batizar duas bactérias em sua homenagem:
- Koserela trabulsii (espécie)[11]
- Trabulsiella (gênero)[12][13]

O auditório Luiz Rachid Trabulsi, do Instituto de Ciencias Biomédicas da USP foi nomeado em sua homenagem.